# Камбара (остров)
Камбара (фидж. Kabara) — остров в Фиджи. Административно входит в состав провинции Лау.

## География
Остров Камбара расположен в северной части архипелага Лау, в южной части Тихого океана. Ближайший материк, Австралия, находится примерно в 2900 км.
С точки зрения геологии, остров имеет смешанное вулканическо-коралловое происхождение. Большая его часть сложена из известняка, однако в северо-западной части обнажена вулканическая порода. Площадь Камбара, который окружён коралловыми рифами, составляет 31,0 км², а высшая точка достигает 143 м. Поверхность острова (особенно внутренние районы) крайне неровная.
Остров покрыт типичной для атоллов растительностью, среди которой преобладают кокосовые пальмы. Климат на Камбара влажный тропический. Подвержен негативному воздействию циклонов.

## Население
Численность населения Камбара в 1996 году составляла 482 человека. На острове расположено четыре небольшие деревни.

## Экономика
Основное занятие местных жителей — сельское хозяйство (выращивание таро и производство копры). Кроме того, особую известность жителям Камбара принесла резьба по дереву.